# Prosiměřice
Prosiměřice är en köping i Tjeckien.   Den ligger i regionen Södra Mähren, i den sydöstra delen av landet, 180 km sydost om huvudstaden Prag. Prosiměřice ligger 204 meter över havet och antalet invånare är 737.
Terrängen runt Prosiměřice är huvudsakligen platt. Prosiměřice ligger nere i en dal. Runt Prosiměřice är det ganska glesbefolkat, med 42 invånare per kvadratkilometer. Närmaste större samhälle är Znojmo, 11,7 km sydväst om Prosiměřice. Trakten runt Prosiměřice består till största delen av jordbruksmark.